# 卡斯特利德卡夫雷斯
卡斯特利德卡夫雷斯，是西班牙瓦伦西亚自治区卡斯特利翁省的一个市镇。总面积31平方公里，总人口19人（2001年），人口密度1人/平方公里。